# Светско првенство у атлетици на отвореном 2009 — бацање кладива за мушкарце
Такмичење у бацању кладива за мушкарце на Светском првенству у атлетици 2009. у Берлину одржано је 15. и 17. августа на Олимпијском стадиону.
Титулу светског првака из Осаке 2007. није бранио Иван Тихон из Белорусије, јер је у међувремену суспендован због допинга на Олимпијским играма 2008.. Због његовог одсуства главни фаворити били су Примож Козмус сребрни са Олимпијских игара 2008. у Пекингу и Кристијан Парш најбољи у ранг листи бацача кладива у овој сезони са 81,43 метра. Белорус Yury Shayunou и Рус Алексеј Загорњи, били су једини бацачи који су овој сезони пре првенства два пута бацали преко 80 м, па су се и они сматрали фаворитима. Према прогнозама са овогодишње ранг листи Никола Вицони, Игорс Соколовс, Оли-Пека Карјалајнен, Шимон Зјолковски, Коџи Мурофуши и Либор Харфрајтаг имају мале шансе да освоје медаљу.
У квалификацијама Козмус је у првим бацањем пребацио квалификациону норму за финае од 77,50 м. Парш имао је најбоље бацање квалификација са 78,65 м, док је бивши светски првак Зјолковски победио у првој групи са 77.89 м.
Надање да ће освојити медаљу изгубили су у квалификацијама Сокуловс, Shayunou и Каралајнен, јер нису прошли у финале
У финалу фаворит Козмус бацао је најбоље и са 80,15 м успео да узме прву златну медаљу, за Словенију на светским првенствима у атлетици. Зјолковски је најбољим лични хицем сезоне 79,30 м, освојио сребро - своју прву медаљу на великим такмичењима од Светског првенства 2005.. Такмичење није постигло ниво који се очекивао: Светски лидер те сезоне Парш почео је лоше и уз још четири преступа, није се повратио и завршио је на четвртом месту.мје очео лоше
Освајач бронзане медаље Алексеј Загорњи резултатом (78,09) је остварио најмањи заостакак од победника у историји светских првенства.

## Земље учеснице
Учествовала су 34 такмичарка из 25 земаља.
1. Аргентина 1
2. Белорусија 3
3. Грчка 1
4. Египат 1
5. Исланд 1
6. Италија 1
7. Јужноафричка Република 1
8. Кувајт 1
9. Летонија 2
10. Мађарска 1
11. Немачка  2
12. Пољска 1
13. Русија  2
14. САД 3
15. Словачка 1
16. Словенија 1
17. Таџикистан 1
18. Туркменистан 1
19. Турска 1
20. Украјина 2
21. Финска 2
22. Француска 1
23. Хрватска 1
24. Чешка 1
25. Шпанија 1

## Победници
|                          |                          |                         |
| Примож Козмус, Словенија | Шимон Зјолковски, Пољска | Алексеј Загорњи, Русија |

## Рекорди
15. август 2009.
| Светски рекорд             | Јуриј Седих, Совјетски Савез | 86,74 | Штутгарт, Западна Немачка      | 30. август 1986.   |
| Рекорд светских првенстава | Иван Тихон, Белорусија       | 83,89 | Хелсинки, Финска               | 8. август 2005.    |
| Најбољи резултат сезоне    | Кристијан Парш, Мађарска     | 81,43 | Веспрем, Мађарска              | 25. април 2009.    |
| Афрички рекорд             | Крис Хармсе, Јужна Африка    | 80,63 | Дурбан, Јужноафричка република | 15. април 2005.    |
| Азијски рекорд             | Коџи Мурофуши, Јапан         | 84,86 | Праг, Чешка                    | 29. јун 2003.      |
| Североамерички рекорд      | Ленс Дил, Сједињене Државе   | 82,52 | Милано, Италија                | 7. септембар 1996. |
| Јужноамерички рекорд       | Хуан Игнасио Кера, Аргентина | 76,42 | Трст, Италија                  | 25. јул 2001.      |
| Европски рекорд            | Јуриј Седих, Совјетски Савез | 86,74 | Штутгарт, Западна Немачка      | 30. август 1986.   |
| Океанијски рекорд          | Стјуарт Рендел, Аустралија   | 79,29 | Вараждин, Хрватска             | 6. јул 2002.       |

### Најбољи резултати у 2009. години
Десет најбољих атлетичара године у бацању кладива пре првенства (15. августа 2009), имале су следећи пласман.
| 1.  | Кристијан Парш, Мађарска   | 81,43 | 25. април   |
| 2.  | Yury Shayunou, Белорусија  | 80,72 | 16. мај     |
| 3.  | Примож Козмус, Словенија   | 80,34 | 2. август   |
| 4.  | Игорс Соколовс, Летонија   | 80,14 | 30, мај     |
| 5.  | Алексеј Загорњи, Русија    | 80,10 | 20. фебруар |
| 6.  | Никола Вицони, Италија     | 79,52 | 24. мај     |
| 7.  | Павет Кривицки, Белорусија | 79,48 | 6, јун      |
| 8.  | Маркус Есер, Немачка       | 79,43 | 26, јул     |
| 9.  | Дилшод Назаров, Таџикистан | 79,28 | 20, мај     |
| 10. | Шимон Зјолковски, Пољска   | 78,94 | 24. јул     |

Такмичарке чија су имена подебљана учествују на СП 2009.

## Квалификационе норме
| A норма | Б норма |
| ------- | ------- |
| 77,50 м | 74,30 м |

## Сатница
| Датум           | Време | Ниво          |
| --------------- | ----- | ------------- |
| 15. август 2009 | 12:00 | Квалификације |
| 17. август 2009 | 18:05 | Финале        |

## Резултати

### Квалификације
Квалификациона норма за финале износила је 77,50 m (КВ), коју су пребацила шесторица, а осталих 68 се у финале пласирало према постигнутом резултату (кв)
| Пласман | Група | Атлетичар                | Земља                  | #1    | #2    | #3    | Резултат | Белешка |
| ------- | ----- | ------------------------ | ---------------------- | ----- | ----- | ----- | -------- | ------- |
| 1.      | Б     | Кристијан Парш           | Мађарска               | 72,94 | 78,68 |       | 78.68    | КВ      |
| 2.      | A     | Шимон Зјолковски         | Пољска                 | 77,89 |       |       | 77,89    | КВ      |
| 3.      | Б     | Павел Кривицки           | Белорусија             | 70,70 | 72,14 | 77,85 | 77,85    | КВ      |
| 4.      | А     | Сергеј Литвинов          | Немачка                | 77,68 |       |       | 77,68    | КВ      |
| 5.      | А     | Примож Козмус            | Словенија              | 77,55 |       |       | 77,55    | КВ      |
| 6.      | А     | Игор Виниченко           | Русија                 | 77,54 |       |       | 77,54    | КВ      |
| 7.      | А     | Никола Вицони            | Италија                | 76,71 | х     | 76,95 | 76,95    | кв      |
| 8.      | Б     | Маркус Есер              | Немачка                | 76,81 | 76,67 | х     | 76,81    | кв      |
| 9.      | А     | Андраш Хаклич            | Хрватска               | 75,50 | 76,39 | 75,73 | 76,39    | кв      |
| 10.     | Б     | Либор Харфрејтаг         | Словачка               | 69,71 | 75,39 | 76,29 | 76,29    | кв      |
| 11.     | А     | Дилшод Назаров           | Таџикистан             | 73,84 | 74,73 | 75,83 | 75,83    | кв      |
| 12.     | Б     | Алексеј Загорњи          | Русија                 | 75,38 | 74,93 | 73,75 | 75,38    | кв      |
| 13.     | А     | Али Мухамед ел-Зинкави   | Кувајт                 | х     | 73,82 | 75,10 | 75,10    |         |
| 14.     | Б     | Лукаш Мелих              | Чешка                  | 74,40 | 72,98 | 74,47 | 74,47    |         |
| 15      | Б     | Thomas J. Freeman        | САД                    | 71.38 | 74.19 | 72.58 | 74.19    |         |
| 16.     | А     | Оли-Пека Карјалајнен     | Финска                 | х     | 73,25 | 74,09 | 74,09    |         |
| 17.     | Б     | Игорс Соколовс           | Летонија               | 73,96 | 73,97 | 73,12 | 73,97    |         |
| 18.     | Б     | Давид Седерберг          | Финска                 | 73,69 | 73,14 | 73,56 | 73,69    |         |
| 19.     | Б     | Жером Бортолузи          | Француска              | х     | 73,09 | 70,69 | 73,09    |         |
| 20.     | А     | Мохсен ел Анани          | Египат                 | 71,42 | 72,68 | 72,05 | 72,68    |         |
| 21.     | А     | Michael Mai              | САД                    | 72,58 | х     | 67,47 | 72,58    |         |
| 22.     | Б     | Алексеј Сокирски         | Украјина               | 70,67 | х     | 72,56 | 72,56    |         |
| 23.     | Б     | Александрос Пападимитриу | Грчка                  | х     | х     | 72,02 | 72,02    |         |
| 24.     | Б     | Хавијер Сјенфуегос       | Шпанија                | 69,60 | 71,63 | 72,01 | 72,01    |         |
| 25.     | Б     | Dzmitry Shako            | Белорусија             | 71,80 | 70,57 | х     | 71,80    |         |
| 26.     | A     | Yury Shayunou            | Белорусија             | 71,37 | х     | х     | 71,37    |         |
| 27.     | Б     | Ешреф Апак               | Турска                 | х     | 70,70 | х     | 70,70    |         |
| 28.     | А     | Алфред Џорџ Кругер       | САД                    | 67,40 | х}    | 70,19 | 70,19    |         |
| 29.     | A     | Артем Рубанко            | Украјина               | х     | 69,81 | х     | 69,81    |         |
| 30.     | Б     | Хуан Игнасио Кера        | Аргентина              | 66,77 | 67,98 | 69,37 | 69,37    |         |
| 31.     | Б     | Бергир Инги Пјетурсон    | Исланд                 | 67,32 | 68,62 | х     | 68,62    |         |
| 32.     | А     | Ainārs Vaičulens         | Летонија               | 65,70 | 66,89 | х     | 66,89    |         |
| 33.     | А     | Аманмурад Хомадов        | Туркменистан           | 57,39 | 56,46 | х     | 57,39    |         |
| —       | С     | Крис Хармсе              | Јужноафричка Република | х     | х     | х     | БП       |         |

### Финале
| Пласман | Атлетичар        | Земља      | #1    | #2    | #3    | #4    | #5    | #6    | Резултат | Белешка |
| ------- | ---------------- | ---------- | ----- | ----- | ----- | ----- | ----- | ----- | -------- | ------- |
|         | Примож Козмус    | Словенија  | 75,14 | 79,74 | 77,21 | 79,28 | 80,15 | 80,84 | 80,84    | ЛРС     |
|         | Шимон Зјолковски | Пољска     | 77,44 | 79,30 | 77,85 | 77,66 | 78,09 | 76,89 | 79,30    | ЛРС     |
|         | Алексеј Загорњи  | Русија     | 76,11 | х     | 77,42 | х     | 75,11 | 78,09 | 78,09    |         |
| 4.      | Кристијан Парш   | Мађарска   | 75.51 | x     | x     | 77.45 | x     | x     | 77.45    |         |
| 5.      | Сергеј Литвинов  | Немачка    | 74,50 | 74,49 | 75.88 | 76,58 | 76,00 | 74,45 | 76,58    |         |
| 6.      | Маркус Есер      | Немачка    | 68,07 | 76,27 | 74,07 | х     | х     | х     | 76,27    |         |
| 7.      | Андраш Хаклић    | Хрватска   | 72,60 | 75,12 | 75,09 | х     | 74,82 | 76,26 | 76,26    |         |
| 8.      | Павел Кривицки   | Белорусија | 73,72 | х     | 72,73 | х     | х     | 76,00 | 76,00    |         |
| 9.      | Никола Вицони    | Италија    | х     | х     | 73,70 |       |       |       | 73,70    |         |
| 10.     | Либор Харфрејтаг | Словачка   | х     | 72,63 | х     |       |       |       | 72,63    |         |
| 11.     | Дилшод Назаров   | Таџикистан | х     | х     | 71,69 |       |       |       | 71,69    |         |
| —       | Игор Виниченко   | Русија     | х     | х     | х     |       |       |       | БП       |         |